# Марс и Венера играют в шахматы
«Марс и Венера играют в шахматы» (итал. Marte e Venere giocano a scacchi) — картина итальянского художника Алессандро Варотари (Падованино). Известна необычной трактовкой античного мифа о любви Марса и Венеры.

## Античный миф, положенный в основу сюжета картины
Рассказ VIII песни «Одиссеи» Гомера дополняется диалогом Лукиана Самосатского «Сновидение, или петух» и «Мифами» Гигина, Книгой IV «Метаморфоз» Овидия.
Афродита (Венера) изменила своему мужу Гефесту (Вулкану) с богом войны Аресом (Марсом). Опасаясь, что кто-нибудь из богов увидит их вместе, Арес (Марс) велел Алектриону стоять на страже. Он приказал ему разбудить себя до восхода солнца, так как любовники не хотели, чтобы Аполлон видел их прощальные ласки.
Алектрион уснул, когда Гелиос выехал на своей колеснице. Бог солнца заметил Афродиту (Венеру) в объятиях Ареса (Марса). Гелиос направился к Гефесту (Вулкану), которому рассказал об увиденном. Гефест (Вулкан) выковал тонкую, но прочную золотую сеть, которую незаметно прикрепил к подножию кровати, опустив с потолка, а затем объявил жене, что отправляется на остров Лемнос. Афродита (Венера) послала за Аресом (Марсом), который пришёл к ней. Утром любовники обнаружили, что лежат опутанные сетью. Появился Гефест (Вулкан) и приглашённые им боги. Арес (Марс) получил свободу благодаря Посейдону (Нептуну), пообещавшему Гефесту (Вулкану) устроить так, что Арес (Марс) заплатит выкуп. Афродита (Венера) вернулась на Кипр. Арес (Марс) поклялся, что отомстит Алектриону. Он превратил его в петуха, заставив каждое утро возвещать о появлении солнца.

## Сюжет картины
В истории искусства сюжет «Венера и Марс» имеет две основные формы:
- Изображение эпизода, когда Вулкан застаёт любовников в момент измены супруги. Примером является картина Якопо Тинторетто «Венера, Вулкан и Марс» (1547—1551, Старая Пинакотека, Мюнхен). Такой сюжет характерен для французской живописи XVIII века.
- Аллегория победы Любви над Воинскими искусствами. Венера и Марс лежат вместе на ложе. Марс обычно спит. Купидоны играют с его доспехами. Сюжет характерен для эпохи Возрождения. Примеры этого типа: Карло Сарачени «Венера и Марс» (ок. 1600, Музей Тиссена-Борнемисы, Мадрид) и «Венера, Марс и Купидон» (1490, Пьеро ди Козимо, Государственные музеи, Берлин)

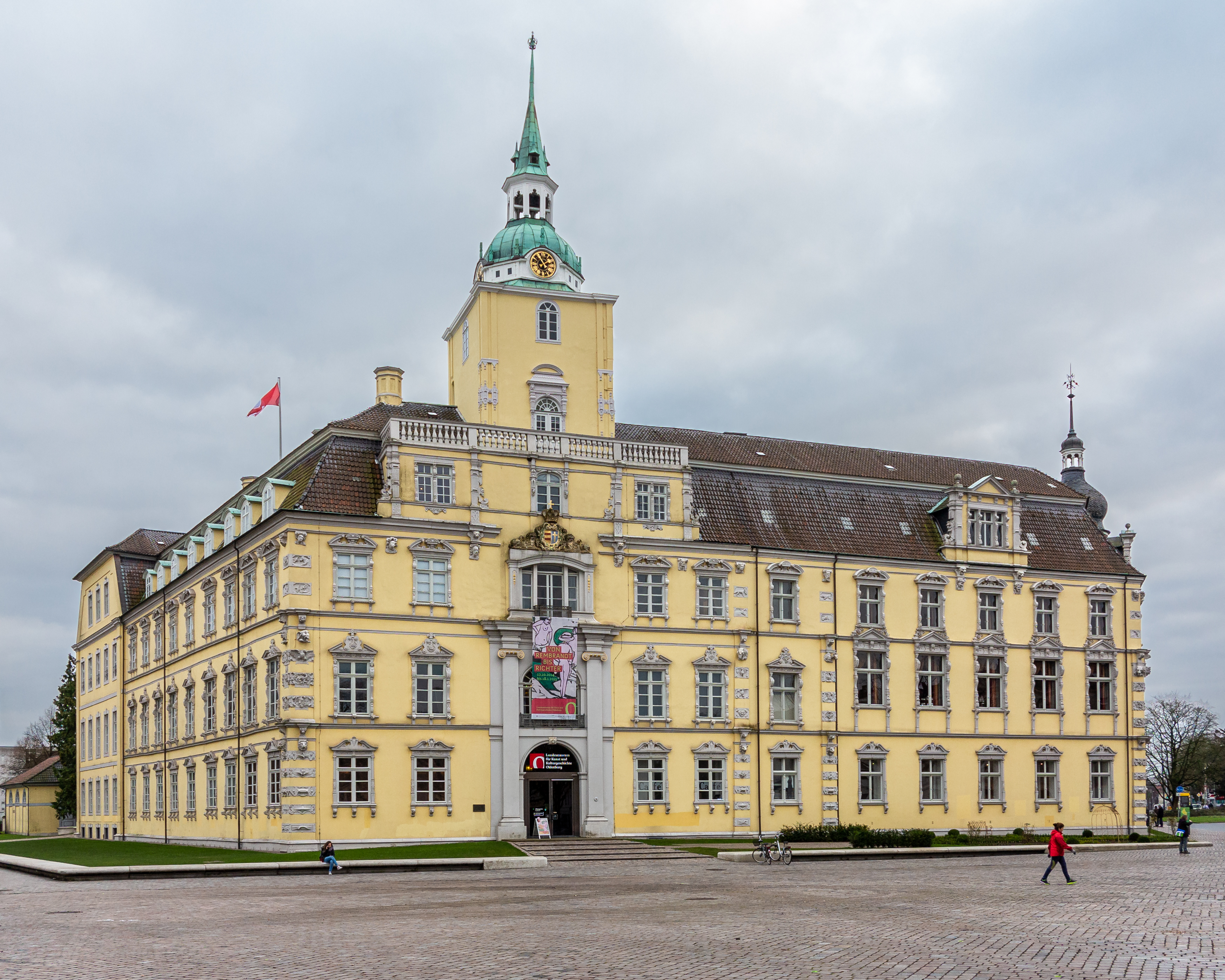
Дворец герцогов Ольденбургских — место хранения картины

Картина Падованино имеет уникальный сюжет, который является отголоском обоих типов. На картине Падованино «Марс и Венера играют в шахматы» в шахматы играют Венера, богиня красоты, и Марс, бог войны. На заднем плане картины изображён с кувшином вина Вулкан, обманутый муж Венеры. Общее построение картины демонстрирует оригинальное чувство юмора художника, служившее причиной его прижизненной популярности в Венеции.
Эта картина — одна из нескольких картин художника на сюжет любви этих богов (в их числе: «Венера, Марс и два Купидона», «Венера и Марс, Сюрприз Вулкана»; на последней картине Вулкан похож на соответствующего персонажа картины «Марс и Венера играют в шахматы»).
Венера, ухватив левой рукой шлем Марса за основание султана из страусиных перьев, рассчитывает следующим движением сорвать его с противника (некоторые искусствоведы предполагают игру на раздевание, возможен и другой вариант — нетерпение Венеры, которой наскучили шахматы; партнер в них явно слабее, чем она, поэтому богиня торопится приступить к более интересным ей любовным играм). Правой рукой Венера делает решающий ход, приносящий ей победу. Обезьянка снимает наножник с голени побеждённого. Между ног у Венеры сидит купидон (возможно, намекающий на пламенную страсть Венеры к Марсу). Марс подавлен, его взгляд направлен на шахматную доску, а левой рукой он хватается за голову, пытаясь удержать шлем.

## Шахматная позиция на картине
|   | a | b | c | d | e | f | g | h |   |
| - | --- | --- | --- | --- | --- | --- | --- | --- | - |
| 8 | a8 чёрный слон · a5 чёрный слон · d4 чёрный король · b3 белая пешка · e2 белый король · e1 чёрный ферзь | a8 чёрный слон · a5 чёрный слон · d4 чёрный король · b3 белая пешка · e2 белый король · e1 чёрный ферзь | a8 чёрный слон · a5 чёрный слон · d4 чёрный король · b3 белая пешка · e2 белый король · e1 чёрный ферзь | a8 чёрный слон · a5 чёрный слон · d4 чёрный король · b3 белая пешка · e2 белый король · e1 чёрный ферзь | a8 чёрный слон · a5 чёрный слон · d4 чёрный король · b3 белая пешка · e2 белый король · e1 чёрный ферзь | a8 чёрный слон · a5 чёрный слон · d4 чёрный король · b3 белая пешка · e2 белый король · e1 чёрный ферзь | a8 чёрный слон · a5 чёрный слон · d4 чёрный король · b3 белая пешка · e2 белый король · e1 чёрный ферзь | a8 чёрный слон · a5 чёрный слон · d4 чёрный король · b3 белая пешка · e2 белый король · e1 чёрный ферзь | 8 |
| 7 | a8 чёрный слон · a5 чёрный слон · d4 чёрный король · b3 белая пешка · e2 белый король · e1 чёрный ферзь | a8 чёрный слон · a5 чёрный слон · d4 чёрный король · b3 белая пешка · e2 белый король · e1 чёрный ферзь | a8 чёрный слон · a5 чёрный слон · d4 чёрный король · b3 белая пешка · e2 белый король · e1 чёрный ферзь | a8 чёрный слон · a5 чёрный слон · d4 чёрный король · b3 белая пешка · e2 белый король · e1 чёрный ферзь | a8 чёрный слон · a5 чёрный слон · d4 чёрный король · b3 белая пешка · e2 белый король · e1 чёрный ферзь | a8 чёрный слон · a5 чёрный слон · d4 чёрный король · b3 белая пешка · e2 белый король · e1 чёрный ферзь | a8 чёрный слон · a5 чёрный слон · d4 чёрный король · b3 белая пешка · e2 белый король · e1 чёрный ферзь | a8 чёрный слон · a5 чёрный слон · d4 чёрный король · b3 белая пешка · e2 белый король · e1 чёрный ферзь | 7 |
| 6 | a8 чёрный слон · a5 чёрный слон · d4 чёрный король · b3 белая пешка · e2 белый король · e1 чёрный ферзь | a8 чёрный слон · a5 чёрный слон · d4 чёрный король · b3 белая пешка · e2 белый король · e1 чёрный ферзь | a8 чёрный слон · a5 чёрный слон · d4 чёрный король · b3 белая пешка · e2 белый король · e1 чёрный ферзь | a8 чёрный слон · a5 чёрный слон · d4 чёрный король · b3 белая пешка · e2 белый король · e1 чёрный ферзь | a8 чёрный слон · a5 чёрный слон · d4 чёрный король · b3 белая пешка · e2 белый король · e1 чёрный ферзь | a8 чёрный слон · a5 чёрный слон · d4 чёрный король · b3 белая пешка · e2 белый король · e1 чёрный ферзь | a8 чёрный слон · a5 чёрный слон · d4 чёрный король · b3 белая пешка · e2 белый король · e1 чёрный ферзь | a8 чёрный слон · a5 чёрный слон · d4 чёрный король · b3 белая пешка · e2 белый король · e1 чёрный ферзь | 6 |
| 5 | a8 чёрный слон · a5 чёрный слон · d4 чёрный король · b3 белая пешка · e2 белый король · e1 чёрный ферзь | a8 чёрный слон · a5 чёрный слон · d4 чёрный король · b3 белая пешка · e2 белый король · e1 чёрный ферзь | a8 чёрный слон · a5 чёрный слон · d4 чёрный король · b3 белая пешка · e2 белый король · e1 чёрный ферзь | a8 чёрный слон · a5 чёрный слон · d4 чёрный король · b3 белая пешка · e2 белый король · e1 чёрный ферзь | a8 чёрный слон · a5 чёрный слон · d4 чёрный король · b3 белая пешка · e2 белый король · e1 чёрный ферзь | a8 чёрный слон · a5 чёрный слон · d4 чёрный король · b3 белая пешка · e2 белый король · e1 чёрный ферзь | a8 чёрный слон · a5 чёрный слон · d4 чёрный король · b3 белая пешка · e2 белый король · e1 чёрный ферзь | a8 чёрный слон · a5 чёрный слон · d4 чёрный король · b3 белая пешка · e2 белый король · e1 чёрный ферзь | 5 |
| 4 | a8 чёрный слон · a5 чёрный слон · d4 чёрный король · b3 белая пешка · e2 белый король · e1 чёрный ферзь | a8 чёрный слон · a5 чёрный слон · d4 чёрный король · b3 белая пешка · e2 белый король · e1 чёрный ферзь | a8 чёрный слон · a5 чёрный слон · d4 чёрный король · b3 белая пешка · e2 белый король · e1 чёрный ферзь | a8 чёрный слон · a5 чёрный слон · d4 чёрный король · b3 белая пешка · e2 белый король · e1 чёрный ферзь | a8 чёрный слон · a5 чёрный слон · d4 чёрный король · b3 белая пешка · e2 белый король · e1 чёрный ферзь | a8 чёрный слон · a5 чёрный слон · d4 чёрный король · b3 белая пешка · e2 белый король · e1 чёрный ферзь | a8 чёрный слон · a5 чёрный слон · d4 чёрный король · b3 белая пешка · e2 белый король · e1 чёрный ферзь | a8 чёрный слон · a5 чёрный слон · d4 чёрный король · b3 белая пешка · e2 белый король · e1 чёрный ферзь | 4 |
| 3 | a8 чёрный слон · a5 чёрный слон · d4 чёрный король · b3 белая пешка · e2 белый король · e1 чёрный ферзь | a8 чёрный слон · a5 чёрный слон · d4 чёрный король · b3 белая пешка · e2 белый король · e1 чёрный ферзь | a8 чёрный слон · a5 чёрный слон · d4 чёрный король · b3 белая пешка · e2 белый король · e1 чёрный ферзь | a8 чёрный слон · a5 чёрный слон · d4 чёрный король · b3 белая пешка · e2 белый король · e1 чёрный ферзь | a8 чёрный слон · a5 чёрный слон · d4 чёрный король · b3 белая пешка · e2 белый король · e1 чёрный ферзь | a8 чёрный слон · a5 чёрный слон · d4 чёрный король · b3 белая пешка · e2 белый король · e1 чёрный ферзь | a8 чёрный слон · a5 чёрный слон · d4 чёрный король · b3 белая пешка · e2 белый король · e1 чёрный ферзь | a8 чёрный слон · a5 чёрный слон · d4 чёрный король · b3 белая пешка · e2 белый король · e1 чёрный ферзь | 3 |
| 2 | a8 чёрный слон · a5 чёрный слон · d4 чёрный король · b3 белая пешка · e2 белый король · e1 чёрный ферзь | a8 чёрный слон · a5 чёрный слон · d4 чёрный король · b3 белая пешка · e2 белый король · e1 чёрный ферзь | a8 чёрный слон · a5 чёрный слон · d4 чёрный король · b3 белая пешка · e2 белый король · e1 чёрный ферзь | a8 чёрный слон · a5 чёрный слон · d4 чёрный король · b3 белая пешка · e2 белый король · e1 чёрный ферзь | a8 чёрный слон · a5 чёрный слон · d4 чёрный король · b3 белая пешка · e2 белый король · e1 чёрный ферзь | a8 чёрный слон · a5 чёрный слон · d4 чёрный король · b3 белая пешка · e2 белый король · e1 чёрный ферзь | a8 чёрный слон · a5 чёрный слон · d4 чёрный король · b3 белая пешка · e2 белый король · e1 чёрный ферзь | a8 чёрный слон · a5 чёрный слон · d4 чёрный король · b3 белая пешка · e2 белый король · e1 чёрный ферзь | 2 |
| 1 | a8 чёрный слон · a5 чёрный слон · d4 чёрный король · b3 белая пешка · e2 белый король · e1 чёрный ферзь | a8 чёрный слон · a5 чёрный слон · d4 чёрный король · b3 белая пешка · e2 белый король · e1 чёрный ферзь | a8 чёрный слон · a5 чёрный слон · d4 чёрный король · b3 белая пешка · e2 белый король · e1 чёрный ферзь | a8 чёрный слон · a5 чёрный слон · d4 чёрный король · b3 белая пешка · e2 белый король · e1 чёрный ферзь | a8 чёрный слон · a5 чёрный слон · d4 чёрный король · b3 белая пешка · e2 белый король · e1 чёрный ферзь | a8 чёрный слон · a5 чёрный слон · d4 чёрный король · b3 белая пешка · e2 белый король · e1 чёрный ферзь | a8 чёрный слон · a5 чёрный слон · d4 чёрный король · b3 белая пешка · e2 белый король · e1 чёрный ферзь | a8 чёрный слон · a5 чёрный слон · d4 чёрный король · b3 белая пешка · e2 белый король · e1 чёрный ферзь | 1 |
|   | a | b | c | d | e | f | g | h |   |

Пространство доски представлено с сильным наклоном, что искажает пропорции. Позиция читается достаточно просто. Венера переносит двумя пальцами фигуру ферзя на поле е1 (судя по направлению движения руки Венеры, раньше ферзь стоял на a1, b1 или c1), ставя мат противнику.